# Martin Doktor
Martin Doktor (* 21. května 1974 Polička) je český rychlostní kanoista, dvojnásobný olympijský vítěz z roku 1996 z her v Atlantě. Od roku 2013 je sportovním ředitelem Českého olympijského výboru a šéfem olympijských výprav. V letech 2017 až 2023 působil jako člen Rady České televize. V roce 2024 byl oceněn medailí Za zásluhy I. stupně, za zásluhy o stát v oblasti sportu.

## Sportovní činnost
Na lodi se poprvé svezl ve čtyřech letech. V sedmi letech začal v Pardubicích trénovat, zpočátku na kajaku. V roce 1986 přesedlal na kánoi a v roce 1992 získal v Hamburku na kilometrové trati titul juniorského mistra světa.
V seniorské kategorii se výrazně prosadil v roce 1995 na mistrovství světa v Duisburgu, kde získal dvě stříbrné medaile na tratích 500 i 1000 metrů.
Největším úspěchem Doktorovy kariéry byl zisk dvou zlatých medailí o rok později na letních olympijských hrách v Atlantě v roce 1996, kde vyhrál závod jednotlivců na kilometrové i poloviční trati.
V následujícím roce vybojoval na mistrovství světa v Dartmouthu v Kanadě zlato na 500 metrů a dvě stříbrné medaile (na 200 a 500 metrů). Mistrem světa se stal Doktor i v Szegedu v roce 1998 v závodě na trati 200 m. Celkem vybojoval na mistrovství světa čtrnáct medailí (dvě zlaté, devět stříbrných a tři bronzové).
Na mistrovství Evropy získal Doktor celkem jedenáct medailí (2/4/5).
Na OH 2000 v Sydney byl vlajkonošem české výpravy, na obou kanoistických tratích obsadil osmé místo. Startoval také na olympijských hrách 2004 v Athénách, kde dojel v závodě na 500 m na pátém místě a na dvojnásobné trati skončil čtvrtý.
Doktor již v roce 1998 vybojoval bronzovou medaili na mistrovství světa ve čtyřkanoi, ale jeho pokusy ve vícečlenných posádkách byly spíš výjimečné. V roce 2006 se Doktor rozhodl ukončit svoji kariéru na singlkanoi, ale pokračoval ještě dva roky v posádce deblkanoe s Jiřím Hellerem. Na mistrovství Evropy v Pontevedře byli pátí a šestí. Definitivně Martin Doktor ukončil aktivní kariéru v roce 2008. Celou jeho profesionální kariéru byl jeho trenérem jeho otec Josef Doktor. Od roku 1994 závodil za klub Prosport Sezemice a byl členem a zaměstnancem Centra sportu MV ČR (OLYMP).

## Trenér a funkcionář
V roce 2010 se stal trenérem české reprezentace, vedl ji také na olympijských hrách v Londýně 2012. V kanoistice působí i nadále jako konzultant reprezentačního trenéra a člen výboru Sekce rychlostní kanoistiky Českého svazu kanoistů. Po olympijských hrách v roce 2012 byl jmenován sportovním ředitelem Českého olympijského výboru. Je také šéfem výprav na olympijské hry a další soutěže, které Český olympijský výbor zaštiťuje. Poprvé v této roli působil Zimních olympijských hrách 2014 v Soči.
V březnu 2017 se rozhodl kandidovat do Rady České televize a dne 7. června 2017 byl do této funkce skutečně zvolen. Šestileté funkční období mu začalo od července 2017 a skončilo na začátku července 2023.

## Soukromý život
V roce 2000 se Doktor oženil s přítelkyní Kateřinou a později se jim narodil syn Felix a dcera Julie. V roce 2007 složil rigorózní zkoušku (PhDr.) na Fakultě tělesné výchovy a sportu Univerzity Karlovy.